# Jolontoro
Jolontoro is een bestuurslaag in het regentschap Wonosobo van de provincie Midden-Java, Indonesië. Jolontoro telt 2320 inwoners (volkstelling 2010).